# Jegenstorf
Jegenstorf es una comuna suiza del cantón de Berna, situada en el distrito administrativo de Berna-Mittelland. Limita al norte con las comunas de Grafenried y Zauggenried, al este con Münchringen, al sureste con Mattstetten, al sur con Urtenen-Schönbühl y Wiggiswil, al suroeste con Deisswil bei Münchenbuchsee, y al oeste con Zuzwil y Iffwil.
La comuna actual es el resultado de la absorción de la antigua comuna de Ballmoos el 1 de enero de 2010. Hasta el 31 de diciembre de 2009 situada en el distrito de Fraubrunnen.

## Transporte

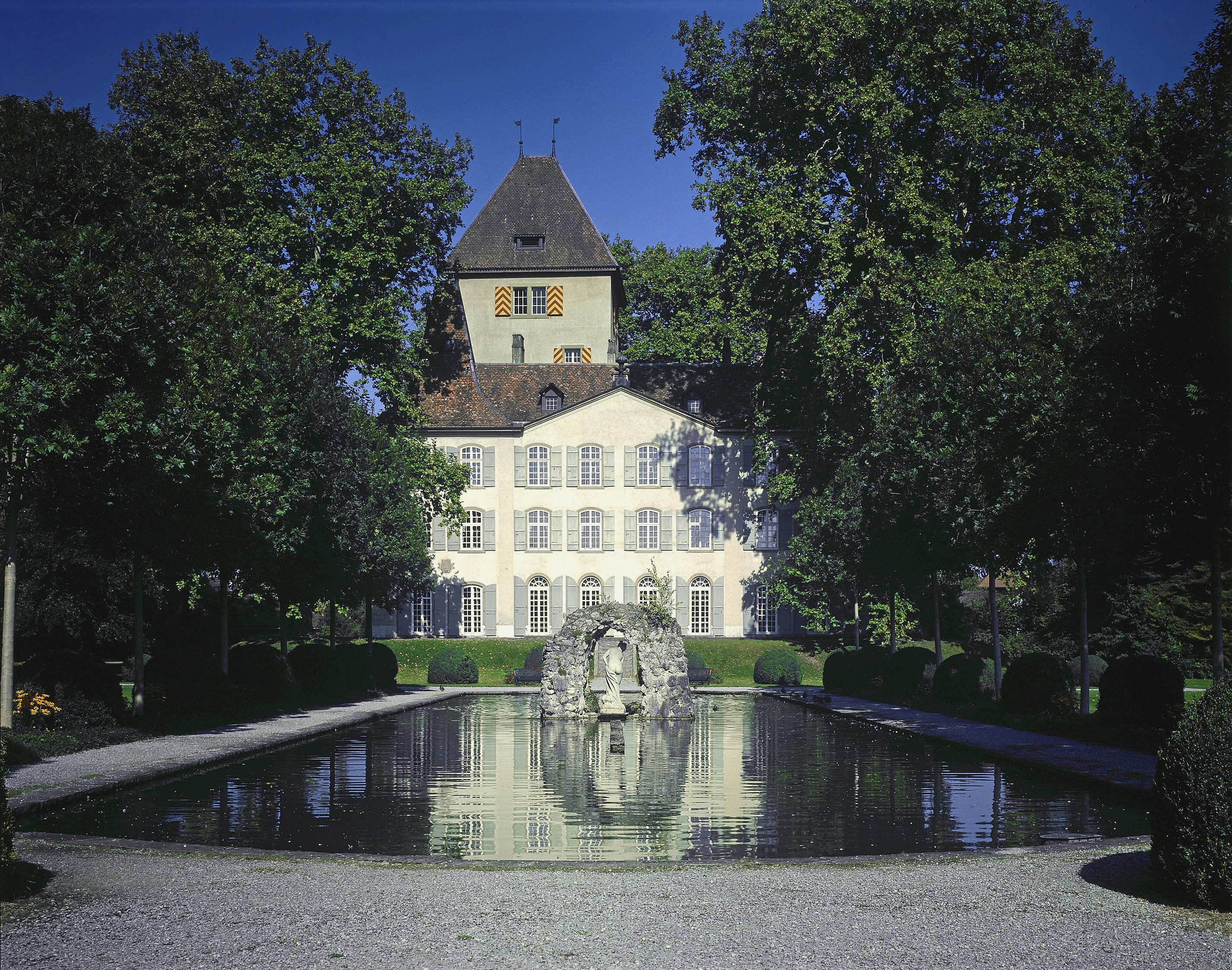
Castillo de Jegenstorf.

- Línea ferroviaria Berna - Soleura.
- Autopista A1,  14 Kirchberg
- Autopista A6,  9 Schönbühl